# Die Mama und die Hure
Die Mama und die Hure (Originaltitel: La Maman et la Putain) ist ein Film von Jean Eustache aus dem Jahr 1973. Darsteller der Hauptrollen waren Jean-Pierre Léaud, Bernadette Lafont und Françoise Lebrun. Der Film hatte seine Uraufführung bei den Internationalen Filmfestspielen von Cannes 1973 und wurde dort mit dem „Großen Preis der Jury“ ausgezeichnet.

## Handlung
„Im Paris der 1970er Jahre, das wie ein Dorf gefilmt ist, leben drei Menschen (ein Mann und zwei Frauen), die einerseits in ihrer Zeit verankert sind, denen ihre Zeit andererseits jedoch als fremd erscheint, in Beziehungen zueinander, die sowohl banal als auch beispiellos sind und die vom Regisseur mit einem schonungslosen Blick erfasst werden.“

„Alexandre ist ein junger Müßiggänger. Er lebt bei Marie, seiner Geliebten. Seine Zeit verbringt er mit dem Herumschlendern in Saint-Germain-des-Prés. Eines Tages begegnet er Veronika, einer jungen Krankenschwester. Er beginnt eine Affäre mit ihr, ohne jedoch Marie zu verlassen.“

„600 Seiten Dialoge und Monologe werden gesprochen, der Film dauert schier endlos lang.“

## Hintergrund
- Die Dreharbeiten fanden im Zeitraum von Ende Mai bis Mitte Juli 1972 statt.[4] Gedreht wurde auf 16-mm-Film in schwarz-weiß mit Originalton[5] und ausschließlich an den Originalschauplätzen: in Cafés und Restaurants, u. a. dem Deux Magots und dem Flore in Saint-Germain-des-Prés und dem Train Bleu in der Gare de Lyon, sowie in Privatwohnungen.
- Das Spiel der Darsteller kann den Eindruck von Improvisation vermitteln. Tatsächlich hielten sie sich, von minimalen Unterschieden abgesehen, streng an die Dialogtexte, wie sie von Eustache im „Scénario“ vorgesehen waren.[6]
- Die Erstaufführung des Films in Deutschland fand im Programm des „internationalen forums des jungen films“ (Berlin, 24. Juni – 1. Juli 1973) statt.[7] Ende Dezember 1973 / Anfang Januar 1974 lief der Film in Originalfassung mit deutschen Untertiteln „in allen Dritten Fernsehprogrammen“ der ARD.[8]
- Der Film wurde später als Theaterstück adaptiert. Eine bekannte deutsche Inszenierung ist von Jürgen Gosch 1994 am Schauspielhaus Bochum.

## Rezeption
Noch ganz unter dem Eindruck der Erstaufführung des Films in Cannes im Mai 1973 schrieb Wilfried Wiegand in der Frankfurter Allgemeinen Zeitung:

„Es ist ein Film der totalen Hoffnungslosigkeit, und manchmal drängt sich der Gedanke auf, dies etwa sei der Film, den Bertolucci mit dem Letzten Tango in Paris eigentlich habe drehen wollen. Denn der Film von Eustache ist ohne jeden Zweifel weitaus bedeutender, weil er wahrhaftiger ist. Jean Eustache hatte jenen Mut, den Bertolucci nicht gehabt hat: zugunsten der Wahrhaftigkeit auf Schau und Aktion, Drama und Handlung, Rhetorik und Pathos, mit einem Wort: auf den verlockenden Glanz der Kunst zu verzichten. [...] La Maman et la Putain ist der Film einer Generation, ein epochales Werk, wie es nur alle zehn Jahre einmal entsteht. Durch diesen Film ist das Festival in Cannes zu einem Ereignis geworden.“

Anlässlich der Ausstrahlung des Films in den Dritten Fernsehprogrammen der ARD im Dezember 1973 / Januar 1974 schrieb der Autor des Spiegel:

„Photographie und Dramaturgie [des Films] wirken äußerst spartanisch, banal und monoton. [...] Was diesen Film schön und wichtig macht, erschließt sich in intimen Einzelheiten, in der ungewohnten Freiheit, ohne Eile und Zwang miterleben und mitbegreifen zu können, wie jemand erscheint, da ist, atmet, sich äußert und verhält. Diesen unvergleichlich freien und befreienden Blick wahrzunehmen, der in La Maman et la Putain auf Gesichter und Bewegungen, alltägliche, scheinbar bedeutungslose Gesten und Regungen fällt, ihn wie durch ein Vergrößerungsglas wahrzunehmen, wie in Zeitlupe, dieses offene, sanfte und konzentrierte Beobachten, auf das sich Jean Eustache beim Filmen beschränkt, ist letztlich eindrucksvoller und überzeugender als alles, was sonst in La Maman et la Putain zum Ausdruck kommt.“

Anlässlich einer Wiederaufführung des Films im April 1982 im Filmmuseum München schrieb Frieda Grafe in der Süddeutschen Zeitung:

„Ein abgrundtief reaktionärer Film, fanden die Linken, als er herauskam, und amerikanische Feministinnen: kein Film hat je die Erwartungen der ewig unerwachsenen Männer an die Frauen besser dargestellt. Wie immer man über die Veränderungen denken mag, die 68 bewirkte, in Frankreich jedenfalls liefen sie, wie immer, auch da, wo es um den Körper ging, über die Sprache. Es war eine Zeit rhetorischen Terrors, seiner Wirkungen war man sich nicht unbedingt bewusst, aber sicher.“

Das Lexikon des internationalen Films schreibt:

„Der Film gibt eine faszinierende Beschreibung des normalen Verlaufs der Ereignisse ohne die schematische Verkürzung der filmischen Dramaturgie. In seiner gestalterischen wie inhaltlichen Radikalität ein später Höhepunkt und zugleich die kritische Selbstliquidierung der französischen Nouvelle Vague.“

## Auszeichnungen, Würdigungen
- 1973: Bei den Internationalen Filmfestspielen von Cannes wurde La Maman et la Putain sowohl mit dem „Großen Preis der Jury“ als auch mit dem „FIPRESCI-Preis“ der Internationalen Filmkritik ausgezeichnet.[13][14]
- 2014: In einer Liste der „100 schönsten französischen Filme“ („les 100 plus beaux films français“), die die französische Zeitschrift Les Inrockuptibles aus Wertungen von achtzehn Filmredakteuren zusammengestellt hatte, belegte La Maman et la Putain den ersten Platz.[15]
- 2022: Bei den Internationalen Filmfestspielen von Cannes lief La Maman et la Putain, in Anwesenheit von Jean-Pierre Léaud und Françoise Lebrun, zur Eröffnung der Filmreihe „Cannes Classics“.[16]